# Bahnhof Pfronten-Steinach
Der Bahnhof Pfronten-Steinach ist einer der drei Bahnhöfe in Pfronten, neben Pfronten-Ried und Pfronten-Weißbach, letzterer ist allerdings nur noch ein Haltepunkt. Er liegt an dem am 16. Dezember 1905 eröffneten Abschnitt Pfronten-Ried–Reutte in Tirol der Außerfernbahn und ist der letzte Bahnhof auf deutscher Seite, bevor die Strecke über die Grenze von Österreich zum nächsten Bahnhof Vils Stadt führt.

## Anlage
Neben dem Streckengleis ist nur ein Ausweichgleis vorhanden. Es gibt einen Seitenbahnsteig auf Bahnhofsseite und für das Ausweichgleis einen zwischen den Gleisen gelegenen Seitenbahnsteig, der höhengleich erreicht werden kann. Früher war direkt am Empfangsgebäude und Güterschuppen noch ein Ladegleis (Gleis 1) vorhanden. Die Signalanlagen werden von einem elektronischen Stellwerk in Durach gesteuert. Seit Dezember 2021 ist Gleis 3 elektrifiziert.

## Schienenverkehr
Früher fanden in Pfronten-Steinach Pass- und Grenzkontrollen statt. Dafür existierte am Bahnhof ein Zollbüro. In Folge des Schengener Abkommens entfielen die Kontrollen 1998. Heute wird der Bahnhof nur noch im Personenverkehr bedient: 
| Linie           | Betreiber | Verlauf                                                           | Takt       |
| --------------- | --------- | ----------------------------------------------------------------- | ---------- |
| RB73            | DB Regio  | Kempten (Allgäu) – Pfronten-Steinach                              | 60 Minuten |
| S-Bahn Tirol#S7 | DB Regio  | Pfronten-Steinach – Ehrwald Zugspitzbahn - Garmisch-Partenkirchen | 60 Minuten |

## Busverkehr
| Linie | Verlauf |
| ----- | --- |
| 71    | Füssen Bahnhof – Weißensee – Pfronten-Ried Bahnhof – Pfronten-Steinach Bahnhof                                                       |
| 56    | Füssen Bahnhof – Hopfen am See – Hopferau – Weizern-Hopferau Bahnhof – Eisenberg – Pfronten-Ried Bahnhof – Pfronten-Steinach Bahnhof |

## Tourismus
Der Bahnhof wird von Touristen genutzt, um mit der Breitenbergbahn, deren Talstation sich gegenüber dem Bahnhof befindet, auf den Breitenberg zu gelangen. Darüber hinaus eignet sich der Bahnhof als Ausgangspunkt für Wanderungen und Touren auf den Falkenstein mit der Burg Falkenstein oder an der Vils entlang. In den ehemaligen Zollräumen befindet sich die Ausstellung der Modelleisenbahnfreunde Pfronten.